# Microstock
Il microstock è un modello di business relativo alla fotografia d'archivio (stock photography), cioè una banca d'immagini online che permette a chiunque possieda una fotocamera o uno smartphone di vendere le proprie immagini a prezzi irrisori (micro). La maggior parte delle agenzie di microstock offre, oltre alle immagini fotografiche, anche illustrazioni vettoriali, e alcune di queste filmati flash, piccoli video e file audio. Il termine deriva dalla contrazione di micropayment e stock photography: immagini di qualità, nella maggior parte dei casi solo apparentemente paragonabili alla tradizionale fotografia di stock (un tempo appannaggio di fotografi professionisti con competenze ed esperienza) ma commercializzate, tipicamente, con licenze Royalty-free, a prezzi “micro”, da 0,10 centesimi di dollaro in su, con grande profitto delle agenzie che possono contare su una platea sconfinata di fotoamatori solleticati dalla prospettiva di veder pubblicate le proprie fotografie su qualche sito web o qualche rivista cartacea. 

## Origine e Storia
Il fenomeno dei microstock vede la luce nel 2000 con la nascita di iStockphoto, il primo sito del settore che offre fotografie di qualità paragonabile a quella professionale a prezzi decine di volte inferiori.
La vasta diffusione della fotografia digitale e di internet hanno permesso a questo fenomeno una diffusione che fino a pochi anni fa non sarebbe stata possibile, essendo prerogativa solo di fotografi professionisti, gli unici con a disposizione le conoscenze tecniche e le risorse finanziarie per questo tipo di attività. Le Agenzie che pubblicizzano questo modello di business sostengono che è sufficiente possedere una macchina fotografica digitale ed una connessione ad internet, lavorando comodamente da casa, per fare della fotografia microstock una vera e propria professione o una fonte ausiliaria di guadagno.

Breve Storia di un decennio di Microstock, tratta dal sito microstock.it, a sua volta tradotta dall'Inglese, adattata ed integrata a partire da microstockdiaries.com:

2000 – iStockphoto.
Bruce Livingstone mette a disposizione gratuitamente online alcune migliaia di foto, registrando un dominio con un nome dalla vezzosa, ora assai diffusa, iniziale “i”: iStockphoto. Rapidamente diventa popolare ed altri contribuiscono all'archivio generando una consolidata community fotografica.

2001 - La nascita del microstock.
iStockphoto decide di introdurre un piccolo contributo per poter scaricare ed utilizzare le foto del sito, allo scopo di sostenere i costi crescenti di hosting e gestione. Il modello di fotografia stock a prezzi micro - microstock - ha così inizio e per un altro paio di anni l'agenzia cresce senza avere rivali di rilievo. Ancora oggi e dopo innumerevoli vicissitudini è ancora al top tra le agenzie microstock.

2004 – Dreamstime e Shutterstock.
Il designer rumeno Serban Enache decide di convertire il proprio sito di sharing fotografico nato nel 2001 in una agenzia di microstock. È così il turno di Dreamstime, tuttora tra i primi siti microstock nell'arena. Nello stesso anno si vede la nascita di un altro importante sito, Shutterstock, grazie a Jon Oringer che “inventa” il modello in abbonamento, inizialmente offrendo alcune decine di migliaia di proprie foto. Ad oggi Shutterstock è leader mondiale nel modello di business basato sugli abbonamenti (subscriptions). Uno dei più affermati microstockers attuali, il colombiano Andres Rodriguez comincia la sua attività; nascono anche le agenzie CanStockPhoto e BigStockPhoto tuttora presenti sul mercato.

2005 – Fotolia.
Oleg Tscheltzoff lancia una nuova agenzia micro francese, Fotolia, che con un'aggressiva campagna di reclutamento fotografi e prima ad avere una piattaforma multi-linguaggio, cresce rapidamente sino ad essere ancora oggi tra i siti più importanti del settore, soprattutto in Europa sui mercati tedesco, francese, italiano. Il 2005 vede l'apparizione di un'altra stella, il danese Yuri Arcurs che ora è tra i più grandi produttori al mondo di foto microstock con un'azienda di oltre 20 persone che vende milioni di licenze l'anno delle proprie foto. Tra le agenzie ancora al top, il 2005 è anche l'anno di nascita di 123RF.

2006 – Jupiterimages e Getty.
L'agenzia stock Jupiterimages si lancia nel microstock acquisendo l'apprezzata StockXpert. Shutterstock batte di misura iStockphoto nell'offrire video sul mercato microstock. Fotolia seguirà nel 2008. Alla conquista del mercato in abbonamento, Dreamstime è la prima agenzia ad aggiungere le "subscriptions" alla vendita mediante crediti. Seguiranno StockXpert nel 2007, Fotolia nel 2008 e iStock nel 2009. Le prime agenzie superano il milione di foto in archivio… ora fa quasi ridere ma allora era un ambito traguardo. Nel Febbraio del 2006 iStockphoto viene acquistata da Getty Images per 50 milioni di USD $ cominciando così la corsa alla convergenza dei mercati di fotografia stock.

2007 – Corbis ed il Microstock Editoriale.
Corbis lancia la sfida nel micro con SnapVillage, tentando un approccio meno tradizionale e più “fresco” ma destinato a fallire nell'arco di due anni. Shutterstock è la prima agenzia ad aggiungere licenze di tipo editoriale. Arriveranno poi Dreamstime nel 2008, BigStockPhoto nel 2009, 123RF nel 2010.

2008 – Garanzie e Servizi.
Vivozoom si propone sul mercato come la prima a garantire i propri client microstock sulla legalità delle immagini vendute. Tra le nascite registriamo inoltre quella delle agenzie Pixmac in Repubblica Ceca e Yaymicro in Norvegia. StockXpert viene venduta per 96 miliodi di $ ad iStockphoto aumentando ancora la concentrazione di Getty nel settore. LookStat, con i suoi servizi di analisi vendite ed in seguito di backoffice per gli artisti, si propone come primo serio fornitore dedicato al mercato microstock. Nota attuale, da metà 2011 non si hanno più notizie di Lookstat.

2009 – Consolidamento.
Corbis dirotta i contenuti del poco riuscito SnapVillage verso la nuova acquisizione per creare Veer Marketplace. iStockphoto, Shutterstock e Veer Marketplace seguono Vivozoom nell'introdurre una garanzia sull'uso delle proprie immagini. iSyndica lancia un sistema di distribuzione automatizzato delle immagini per gli autori, aggiungendo più tardi una sezione basilare di analisi. Il business non sembra però essere proficuo e dopo pochi anni l'avventura si chiude. Shutterstock, nell'intento di coprire la fascia di clienti microstock che utilizza i crediti, acquista BigStockPhoto. Il ritmo di crescita dei database delle principali agenzie diventa importante e raggiunge 300.000 immagini/mese.

2010 – Integrazione.
La galassia Getty aggiunge un altro tassello, ThinkStockPhotos, per fare concorrenza in ambito abbonamenti a Shutterstock e sacrificando contestualmente StockXpert. Contenuti micro e RF tradizionali disponibili sulla stessa piattaforma aumentano l'integrazione fra i due mondi dello stock. Politiche di prezzo differenziate con collezioni di qualità a maggior prezzo sono un altro indice di tale percorso. Shutterstock giunge a quota 10 milioni di foto in archivio. Comincia l'ascesa di Depositphotos, che fra la miriade delle agenzie nate in questi ultimi anni – ricordiamo Polylooks (chiusa) e Stockfresh dai fondatori di SXP – sarà l'unica a ritagliarsi un considerevole spazio. Anche Masterfile dallo stock tradizionale scende nel girone micro con l'acquisizione di Crestock e nel 2014-2015 anche Fotolia viene acquisita da Adobe che, pur lasciando intatto il sito originale, usa il canale di vendita della propria suite CC per integrare e rendere disponibile all'utente finale i materiali all'interno dello strumento creativo stesso.

## Modello economico
Ogni agenzia microstock ha tipi diversi di contratti sia con gli autori delle immagini sia con i clienti – generalmente agenzie pubblicitarie, editori, web agency – che le acquistano. In comune hanno una politica che le porta ad offrire al cliente una vastissima gamma di immagini a un costo puramente simbolico (da 0,10 dollari), che varia secondo la licenza d'utilizzo. Anche le licenze variano da agenzia ad agenzia, ma tutte offrono la licenza royalty free, che consente di utilizzare l'immagine (con le condizioni d'uso stabilite dal contratto) a tempo indeterminato. Alcune agenzie offrono ai clienti delle forme di abbonamento che consentono di scaricare, a costo minimo, immagini di alta risoluzione o sorgenti in formato vettoriale.
Gli autori dei file pubblicati nei cataloghi dei microstock possono scegliere se lavorare con più agenzie, o se diventare contributors esclusivi di una sola a fronte di una retribuzione maggiore (qualche centesimo in più).
I file inseriti dagli autori nel catalogo dell'agenzia vengono verificati da un team di revisori che controllano la qualità tecnica e fanno una valutazione artistica e commerciale del file prima di approvarlo. L'approvazione dei file è inoltre condizionata alla verifica delle possibili violazioni legali o dei potenziali problemi di copyright dei file proposti dagli autori. Ad ogni file vengono associate (obbligatoriamente dall'autore in fase di upload del file) una descrizione e alcune parole chiave.
Il cliente che cerca un'immagine specifica può quindi trovarla sia sfogliando il catalogo per categorie, sia filtrando la ricerca per parole chiave. Tipicamente il cliente acquista un pacchetto in abbonamento: un determinato numero massimo di foto con determinate caratteristiche, per un mese o un anno, per un prezzo stabilito e pagato in anticipo. Il fotografo riceve un compenso miserabile, l'agenzia ne ricava lauti guadagni.
Il mercato delle grandi agenzie di microstock è mondiale, e la valuta utilizzata è generalmente il dollaro. Questo comporta che un'immagine prodotta da un autore di un qualsiasi paese è offerta a clienti di tutto il pianeta, ma, come se non bastasse, comporta anche che la stessa retribuzione può avere un potere d'acquisto decisamente diverso per ogni contributor.

## Principali siti di microstock
- iStockphoto, su italiano.istockphoto.com. URL consultato il 13 marzo 2009 (archiviato dall'url originale il 27 marzo 2009).
- Shutterstock, su shutterstock.com. URL consultato il 3 settembre 2012 (archiviato dall'url originale il 17 settembre 2012).
- Fotolia, su it.fotolia.com. URL consultato il 3 settembre 2012 (archiviato dall'url originale il 5 settembre 2012).
- 123RF, su it.123rf.com.
- Crushpixel, su crushpixel.com.
- Dreamstime, su it.dreamstime.com.
- Depositphotos, su it.depositphotos.com.
- Bigstockphoto, su bigstockphoto.com.
- Canstockphoto, su canstockphoto.it.
- Photodune, su photodune.net.
- Veer, su veer.com.
- YAY Images, su yayimages.com.
- Crestock, su crestock.com.
- Stockfresh, su stockfresh.com.
- GL Stock Images, su graphicleftovers.com.
- Featurepics, su featurepics.com.
- Cutcaster, su cutcaster.com. URL consultato il 3 settembre 2012 (archiviato dall'url originale il 3 settembre 2012).
- Clipdealer, su clipdealer.com.
- Panthermedia, su panthermedia.net.
- Zoonar, su zoonar.com.
- Sunipix, su sunipix.com.
- Panoramica, su panoramica.it.